# Batočina (općina)
Općina Batočina je jedna od općina u Republici Srbiji. Nalazi se u Središnjoj Srbiji i spada u Šumadijski okrug. Po podacima iz 2004. općina zauzima površinu od 136 km² (od čega na poljoprivrednu površinu otpada 10.474 ha, a na šumsku 2.7348 ha). 
Središte općine je grad Batočina. Općina Batočina se sastoji od 11 naselja. Po podacima iz 2002. godine u općini je živjelo 12.220 stanovnika, a prirodni priraštaj je iznosio -7,1 %. Po podacima iz 2004. broj zaposlenih u općini iznosi 2.095 ljudi. U općini se nalazi 11 osnovnih i 2 srednje škole.